# 1209
1209 (MCCIX) je bilo navadno leto, ki se je po julijanskem koledarju začelo na četrtek.

## Dogodki

### Evropa

#### Albižanska križarska vojna
- Začetek križarske vojne proti katarom v južni Franciji, ki traja 20 let. 1229 ↔
- Koncil v Avignonu: touluški grof Rajmond VI. je ponovno izobčen, ker ni izpolnil zahtev glede zatiranja katarstva v svoji grofiji.↓
- → Francoski kralj Filip II. ima do križarske vojne proti južnofrancoskim Katarom precej mlačen odnos. Vojne ne spodbuja, niti je ne financira, prav tako pa ne brani nikomur, da se pridruži križarjem in vojno financira iz lastnega žepa. Križarje sprva vodi papeški legat Arnold Amalrik.↓
- junij → Križarska vojska se z več kot 10.000 težko oboroženimi vojaki odpravi izpred Pariza proti jugu Francije. ↓
- julij → Grof Rajmond VI. Touluški ponovno zagotovi lojalnost pred papeškimi legati, ki ga vključijo v križarsko vojsko. Vikont Rajmond-Roger Trencavel, ki ima v fevdu nekaj večjih mest s številčnimi katarskimi skupnostmi, je zavrnjen.
- 22. julij - Pokol pri Béziersu: še na začetku priprav na obleganje mesta Béziers križarji izkoristijo hudo napako v obrambi mesta, ki ga zavzamejo ter veliko večino prebivalcev pokoljejo. Papeški legat, ki vodi obleganje, kasneje poroča, da so brez razlik med kristjani in heretiki poklali 20.000 prebivalcev mesta.
  - Po pokolu se preda večina manjših mest. Večja mesta nadaljujejo s pripravami na odpor, ki se mu zaradi nasilja križarjev pridružijo tudi katoliški kristjani.
- 14. avgust - Po dveh tednih obleganja pade mesto Carcassonne, ki je v fevdu vikonta Rajmonda-Rogerja Trencavela. Za razliko od prejšnjega pokola v Béziersu je prebivalcem mesta prizanešeno, vendar so izgnani, glede na nekatere vire goli. Vikonta Rajmonda-Rogerja med pogajanji križarji pridržijo in zaprejo.
  - Francoski kralj Filip II. za voditelja pohoda pooblasti anglonormanskega plemiča Simona de Montforta, 5. grofa Leicesterja, ki se je izkazal pri zavzetju Béziersa in Carcassonneja. V naslednjih tednih se predajo še ostala mesta.
- 10. november - Verjetno zastrupljen v ječi umre albižanski vikont Rajmond Roger Trencavel. Njegove posesti (Carcassonne, Béziers, Albi, idr.) je že z osvojitvijo prevzel voditelj križarskega pohoda Simon de Montfort.
- Konec leta - Začetek prvega oboroženega odpora proti okupacijski oblasti križarjev v regiji Lastours. 1210 ↔

#### Ostalo po Evropi
- 2. februar - Umrlega provansalskega grofa Alfonza II. nasledi sin Rajmond Berengar V.
- 12. februar - Papež Inocenc III. potrdi za novega nadškofa Toleda Rodriga Jiméneza de Rado.
- 7. marec - Na begu je ubit bavarski deželni grof in kraljevi morilec Oton VIII. Wittelsbaški. Njegove posesti pripadejo Ortenburžanom (Rapoto II. Ortenburški).
- 16. april - Italijanski menih Frančišek Asiški ustanovi skupaj s še nekaterimi privrženci meniški red frančiškanov oziroma minoritov (Fratres minores). 1210 ↔
- maj - Ahajski knez in križar Viljem Champlittski umre v Franciji, kakor se je odpravil po dediščino za umrlim bratom. Ker hkrati umre še nečak, dedič po ahajskemu knezu, oblast prevzame njegov regent in kompanjon Godfrej I. Villehardouinski. Latinski cesar Henrik Flandrijski prizna  Godfreju naziv kneza Ahaje in ga hkrati nastavi še za senešala Latinskega cesarstva.
- 15. avgust - Poroka med 15 letnim sicilskim kraljem Friderikom I. Hohenstaufnom in skoraj polovico starejšo aragonsko princeso Konstanco Aragonsko. 1211 ↔
- 21. oktober - Rim: papež Inocenc III. krona nemškega kralja Otona Braunschweigovskega za rimsko-nemškega cesarja. Kmalu po kronanju se novi cesar obrne proti papežu in ponovno odpre že več kot stoletje star investiturni spor. 1210 ↔
- 8. november - Anglija: ker kralj Ivan Brez dežele vztrajno preganja in nadleguje papeževe podpornike, ga papež Inocenc III. izobči. V protiodgovor kralj Ivan preprosto poviša davčne dajatve, ki jih mora cerkev plačevati kroni. V izboljšanju svoje javne podobe razdeli kralj Ivan nekaj cerkvenega bogastva med uboge.
- Francoski kralj Filip II. dodeli trgovcem kraljevo zaščito - vsak zločin proti njim velja za zločin proti kralju.
- Po smrti Ermengola VIII., grofa Urgella, njegove posesti nasledi hči Aurembiaix. Njej oporeka vikont Guerau IV. iz Cabreraja.
- Dograditev kamnitega Londonskega mostu. Novi most dobi na sredini kapelo s svetnikom Thomasom Becketom.
- Prva omemba cerkve Svetega Petra v Rigi.
- Varaždin postane svobodno mesto, podrejeno neposredno ogrskemu kralju (Andreju II.).
- Ustanovitev Univerze v Cambridgeu. Univerzo ustanovi združba šolnikov z Oxforda, nezadovoljnih z razmerami na tej univerzi.

### Azija
- 12. november - Umrlega velikega mojstra viteškega reda templarjev Phillipa de Plessisa nasledi Pedro de Montaigu, 15. veliki mojster po seznamu.
- Umrlega velikega mojstra viteškega reda križnikov Heinricha von Tunno nasledi Hermann von Salza, 4. veliki mojster po seznamu.
- Velika ofenziva Mongolov pod vodstvom Džingiskana proti tangutskemu cesarstvu Zahodna Xia (Xi Xia). Ker ne prejme nobene pomoči od sosednjega cesarstva Jin, se tangutski cesar Xiangzong tributarno ukloni Mongolom. 1210 ↔

## Rojstva
- 5. januar - Rihard Cornwallski, 1. grof Cornwall, grof Poitouja, nemški kralj, križar († 1272)
- 11. januar - Möngke, četrti kagan Mongolskega cesarstva  († 1259)

Neznan datum
- Hadži Bektaš, muslimanski mistik, ustanovitelj sufijskega reda alevitov († 1271)
- Janez iz Parme, 6. general frančiškanov, teolog († 1289)
- Valdemar mlajši, danski kronski princ († 1231)

## Smrti
- 2. februar - Alfonz II., provansalski grof (* 1180)
- 7. marec - Oton VIII. Wittelsbaški, bavarski deželni grof, regicid (* 1180)
- 2. april - Elizabeta Velikopoljska, češka kneginja in lužišks grofica (* 1152)
- 10. november - Rajmond Roger Trencavel, vikont Carcassonneja, Béziersa in Albija (* 1185)
- 12. november - Phillipe de Plessis, veliki mojster vitezov templarjev (* 1165)

Neznan datum
- Ermengol VIII., grof Urgella (* 1158)
- Fakhr Al-Din Al-Razi, perzijski islamski teolog in filozof (* 1149)
- Nizam Gandževi, perzijski pesnik (* 1141)
- Viljem Champlittski, ahajski knez, križar
- Walter Map, valižanski pisatelj (* 1140)